# Thesis (police de caractères)
Pour les articles homonymes, voir Thesis.
Thesis est une famille de polices de caractères créée par Lucas de Groot entre 1994 et 1999. Cette famille est composée des polices TheSans, une linéale humaniste, TheSerif, une mécane humaniste, TheMix, une mécane avec des empattements uniquement dans la partie supérieure des caractères (à mi-chemin entre TheSans et TheSerif), et TheAntiqua, une garalde. Cette dernière police reçoit le prix TDC (en) de la meilleure police commerciale de 1999. Mouneer Al-Shaarani, Pascal Zoghbi et Lucas de Groot ont produit TheMix Arabic, une extension de TheMix pour l’écriture arabe, et celle-ci a été modifiée par de Groot et Sylvain Mazas pour produite TheSans Arabic. Des variantes à chasse fixe ont aussi été créées par de Groot : TheSans Mono, TheMix Mono et TheSans Typewriter, ainsi que des variantes condensées et des variantes TrueType avec instructions.
Les polices Thesis sont notamment utilisées par :
- ARD : TheAntiqua, TheSans, TheSans Mono et TheMix[3].

TheSans.
TheSerif.
TheAntiqua.